# Cathédrale d'El Burgo de Osma
La cathédrale Notre-Dame-de-l'Assomption d'El Burgo de Osma (en espagnol : catedral de la Asunción de El Burgo de Osma) dans la province de Soria en Espagne, de la région de Castille-et-León, est un édifice religieux de style gothique, siège du diocèse d'Osma-Soria. 

## Présentation
Sa construction débutée en 1232, comporte l'adjonction d'autres apports stylistiques effectués au fil des siècles, et se terminant par des éléments néo-classique datant de 1784. Comme plusieurs autres cathédrales espagnoles du XIIIe siècle, elle fut dédiée à l'Assomption de la Vierge (Asunción de la Virgen). Elle est le principal monument de la ville d'El Burgo de Osma.
Le musée de la cathédrale, organisé dans ses dépendances intérieures, conserve de nombreux et importants objets d'art appartenant ou liés au diocèse d'Osma. C'est le cas du Beatus d'Osma, manuscrit du Commentaire sur l'Apocalypse de Beatus de Liébana daté de 1086. 
La cathédrale partage le siège épiscopal avec la cathédrale de San Pedro de Soria.

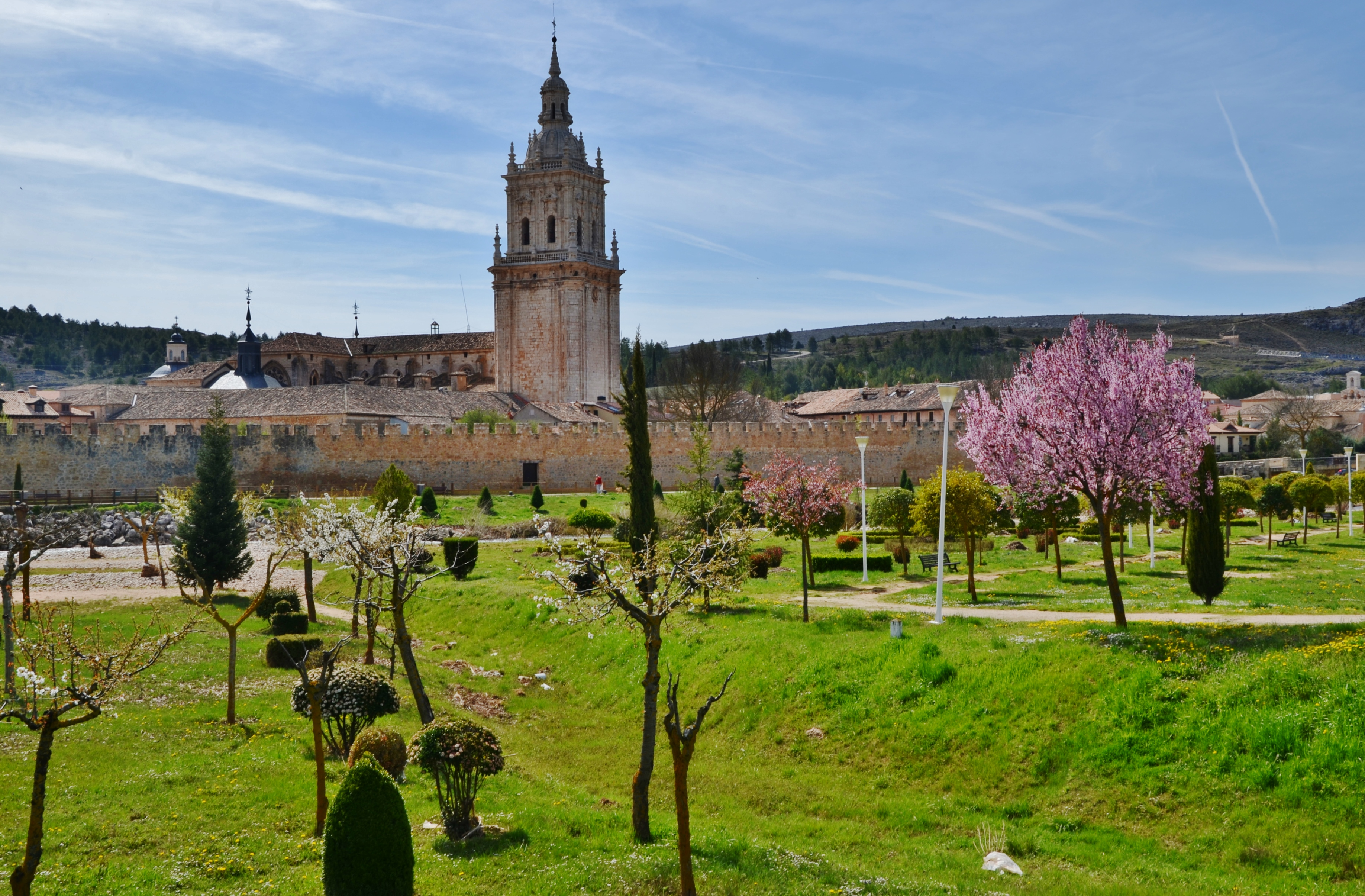
Le clocher de la cathédrale dominant les remparts de la ville.
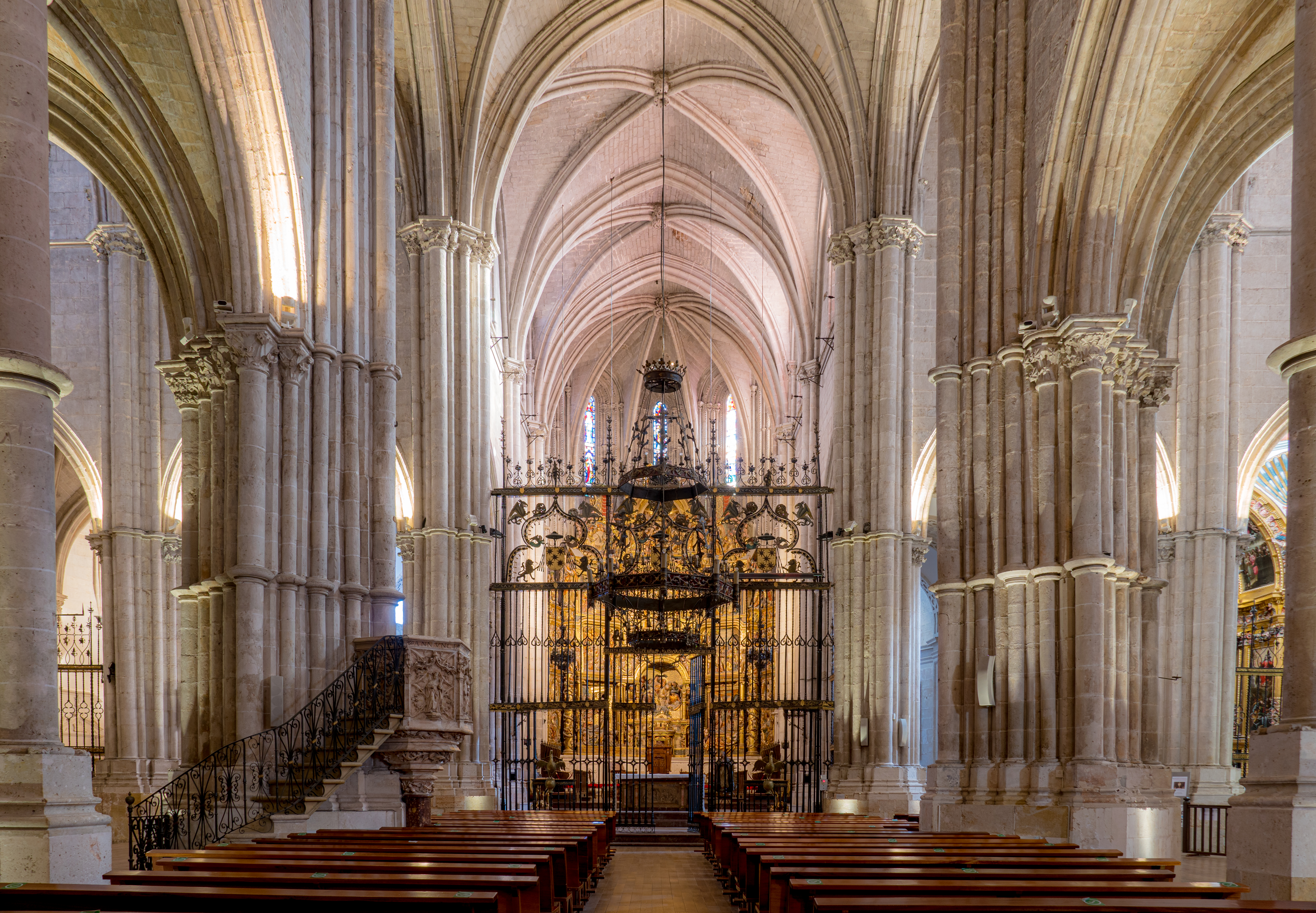
Le maître-autel et le chœur.
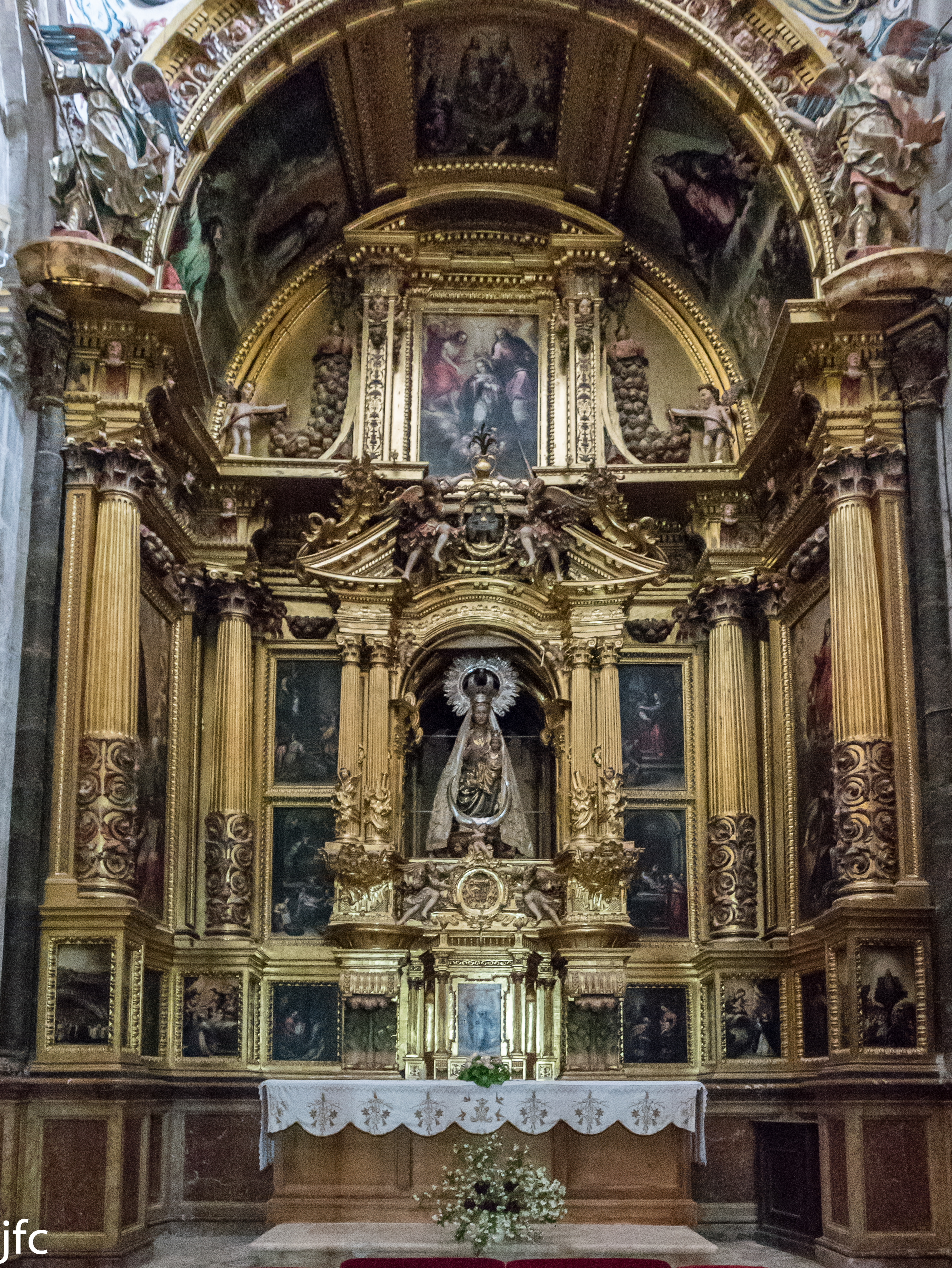
Retable de la chapelle de la Vierge del Espino, Domingo de Acebeda (XVIIe siècle).
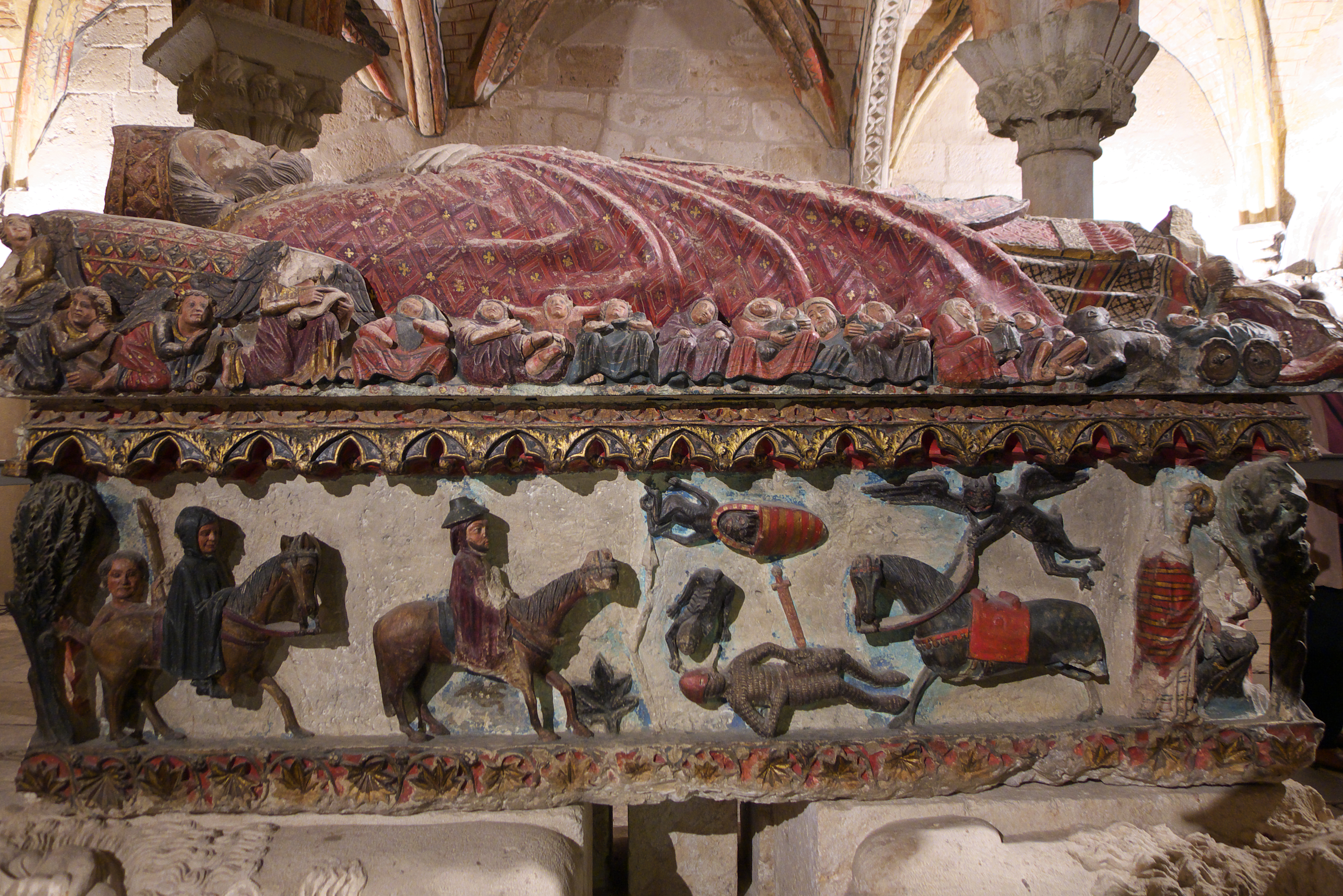
La tombe de saint Pierre d'Osma.
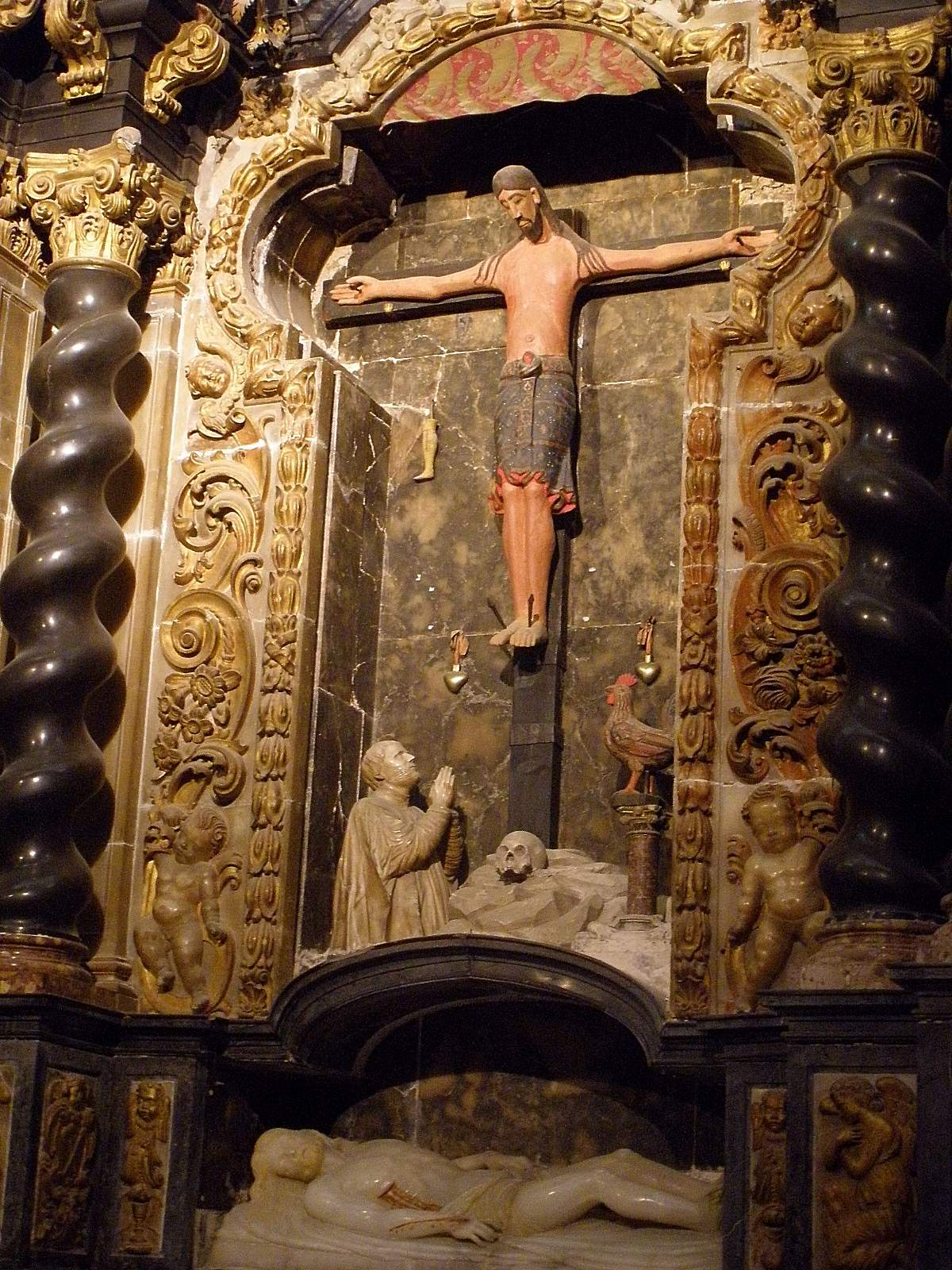
Sculpture romane du Christ crucifié, peut-être d'origine française (v. 1100), préside le retable de Francisco de Vilanova (1725).
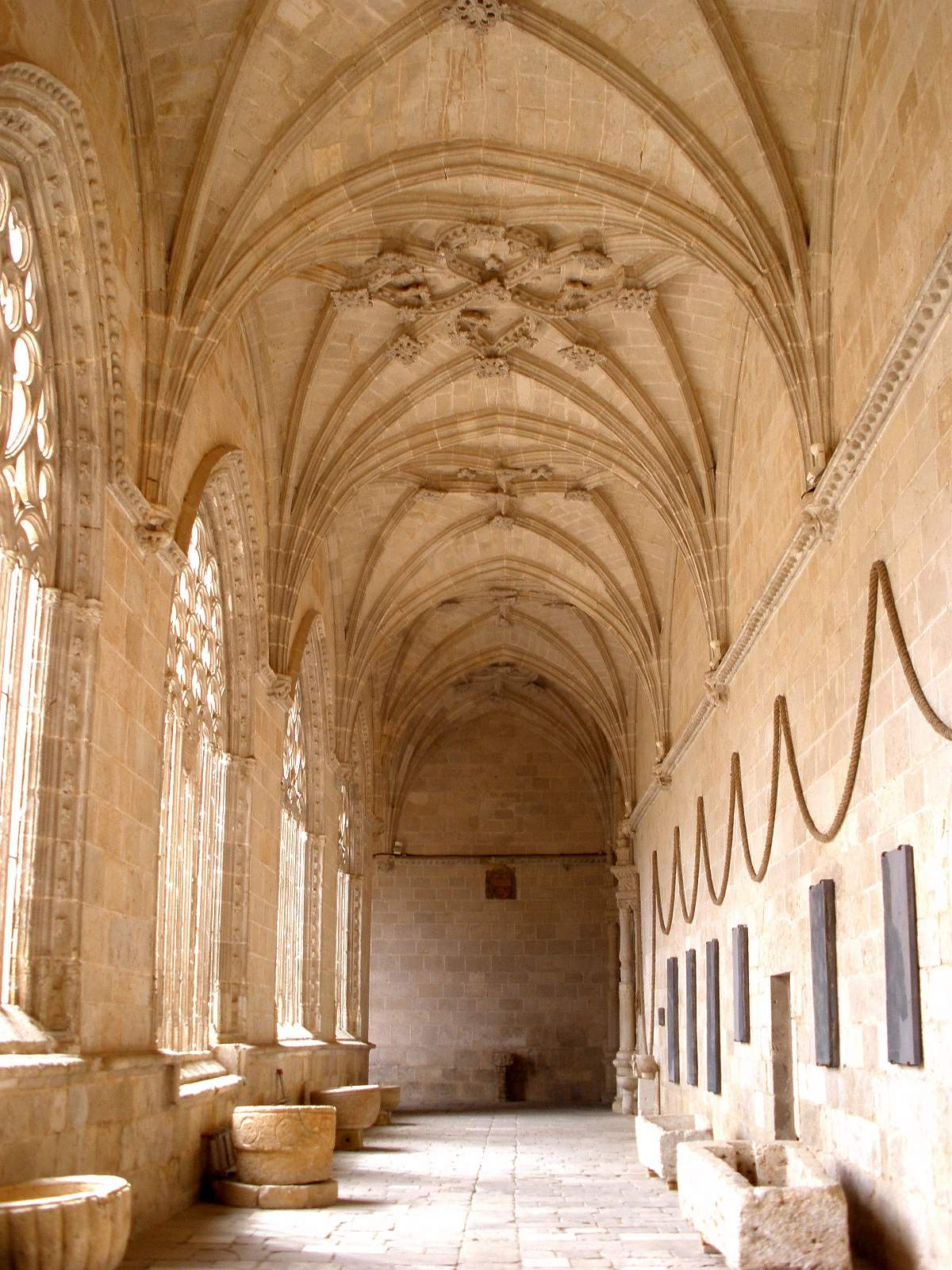
Une allée du cloître de la cathédrale d'El Burgo de Osma.

## Le cloître et la salle capitulaire
Le cloître de style gothique tardif a été construit au XVIe siècle, entre 1510 et 1515, sur le cloître roman antérieur, dont ont été conservé quelques arcs encastrés dans les nouveaux murs, coïncidant avec la salle capitulaire, qui a également été reconstruite sur la chapelle et le tombeau de saint Pierre d'Osma avec des rénovations au XVIIIe siècle. Le cloître est situé en face de l'entrée principale de l'église. Les vestiges de la salle capitulaire sont les seules traces restantes de l'ancienne église romane. Elle a été construite vers 1200 et son style était en transition entre le roman et le gothique. À l'intérieur se trouve la tombe de saint Pierre d'Osma, qui a été cachée et protégée au XVIe siècle lorsque ses reliques ont été transportées dans la nouvelle chapelle. La tombe est remarquable pour sa conservation et constitue l'une des pièces les plus importantes de la sculpture funéraire médiévale en Espagne. Elle conserve sa polychromie originale en très bon état et ses bas-reliefs représentent la vie et les miracles du saint. 